# Gladioglanis machadoi
Gladioglanis machadoi är en fiskart som beskrevs av Carl J. Ferraris, Jr. och Mago-leccia, 1989. Gladioglanis machadoi ingår i släktet Gladioglanis och familjen Heptapteridae. Inga underarter finns listade i Catalogue of Life.